# Sainte-Marie-la-Blanche
Sainte-Marie-la-Blanche è un comune francese di 834 abitanti situato nel dipartimento della Côte-d'Or nella regione della Borgogna-Franca Contea.

## Società

### Evoluzione demografica
Abitanti censiti